# Berkeley Open Infrastructure for Network Computing
Il Berkeley Open Infrastructure for Network Computing (BOINC) è un software libero per il calcolo distribuito volontario.
BOINC è stato sviluppato da un team presso lo Space Sciences Laboratory della University of California, Berkeley in origine per sostenere il progetto SETI@home, prima di diventare utile come framework per altre applicazioni di calcolo distribuito in svariate aree scientifiche, come la matematica, la medicina, la genetica, la chimica, la biologia molecolare, l'astrofisica e la climatologia.
Lo scopo che si prefigge BOINC è quello di rendere disponibile ai ricercatori l'enorme potenza di calcolo dei personal computer sparsi per il mondo e collegati via internet.
Considerato come un “quasi-supercomputer”, ad ottobre 2023 la rete BOINC conta oltre 4 milioni di utenti registrati nel mondo, circa 172.000 host (computer attivi) e oltre 40.000 utenti attivi ogni mese.
Esistono versioni del software compatibili con diversi sistemi operativi, come Microsoft Windows e sistemi Unix-like, tra cui Linux, macOS, FreeBSD ed Android. BOINC è un software libero distribuito nei termini della licenza GNU Lesser General Public License.

## Storia
Il progetto BOINC è iniziato nel febbraio 2002 e la prima versione è stata distribuita il 10 aprile 2002. Il primo progetto BOINC-based è stato Predictor@home, partito il 9 giugno 2004. BOINC è stato sviluppato da un team presso lo Space Sciences Laboratory della University of California, Berkeley diretto da David Anderson, il quale dirige anche SETI@home: il framework venne originariamente sviluppato per sostenere il progetto SETI@home che, fino ad allora, aveva usato una piattaforma dedicata. Attualmente lo sviluppo è comunitario e tutti possono contribuire. È finanziato dalla National Science Foundation attraverso i finanziamenti SCI/0221529,SCI/0438443 e SCI/0721124.
Alla stregua di una piattaforma di “quasi-supercomputer”, la rete BOINC elabora una media di 28.941 PetaFLOPS (alla data del 20 luglio 2020), rendendola la piattaforma di volunteer computing multidisciplinare più utilizzata al mondo.

## Progetto e compatibilità hardware
BOINC è progettato per essere una struttura libera per chiunque voglia iniziare un progetto di calcolo volontario. La maggior parte dei progetti BOINC sono nonprofit e dipendono per la maggior parte, se non completamente, da volontari. 
BOINC è un software che può sfruttare le CPU e le GPU di ogni computer, quando queste non vengono utilizzate, per effettuare calcoli scientifici – in sintesi, quando una persona non usa il proprio computer, allora lo usa BOINC. 
BOINC, in tal senso, è semi - "agnostico" per quanto riguarda l'hardware su cui gireranno i progetti, limitandosi ad "esporlo" agli applicativi i quali dovranno essere loro adeguatamente compilati per poter sfruttare le potenzialità delle piattaforme.
- CPU: Il processore è il punto di partenza di qualsiasi progetto Boinc, in quanto supporta i calcoli e le simulazioni necessari. Per quanto riguarda le CPU, molti progetti sono in grado di utilizzare le estensioni SSEx, Avx, ecc, che possono dare ottimi risultati in termini di accelerazione del calcolo.

- GPU: alla fine del 2008, il sito ufficiale di BOINC annunciò che NVIDIA aveva sviluppato un linguaggio di programmazione chiamato CUDA che utilizzava le GPU per calcoli scientifici. Con l'aiuto di NVIDIA, alcuni dei progetti basati su BOINC (i.e., SETI@home, MilkyWay@home) hanno applicazioni che girano su GPU. All'inizio di aprile 2012, BOINC aggiunse anche la compatibilità con le GPU di ATI/AMD, attraverso il linguaggio OpenCl. Queste applicazioni possono avere velocità di esecuzione dalle 3 alle 15 volte superiori rispetto a quelle basate su versioni corrispettive per CPU.

- ARM: dal 2013, la piattaforma Boinc è disponibile anche sui device ARM (smartphone, tablet, ecc) e molti progetti utilizzano questa possibilità, grazie all'aumento considerevole sia del numero sia della potenza di calcolo di questi strumenti. Dal 2015, invece, sono disponibili compilazioni per piattaforme single-board come Raspberry, Parallela, Odroid e altre.

## Struttura
BOINC è formato da una parte server e una parte client che comunicano tra loro per distribuire, elaborare e recuperare i risultati delle WU (Working Units).

### Server

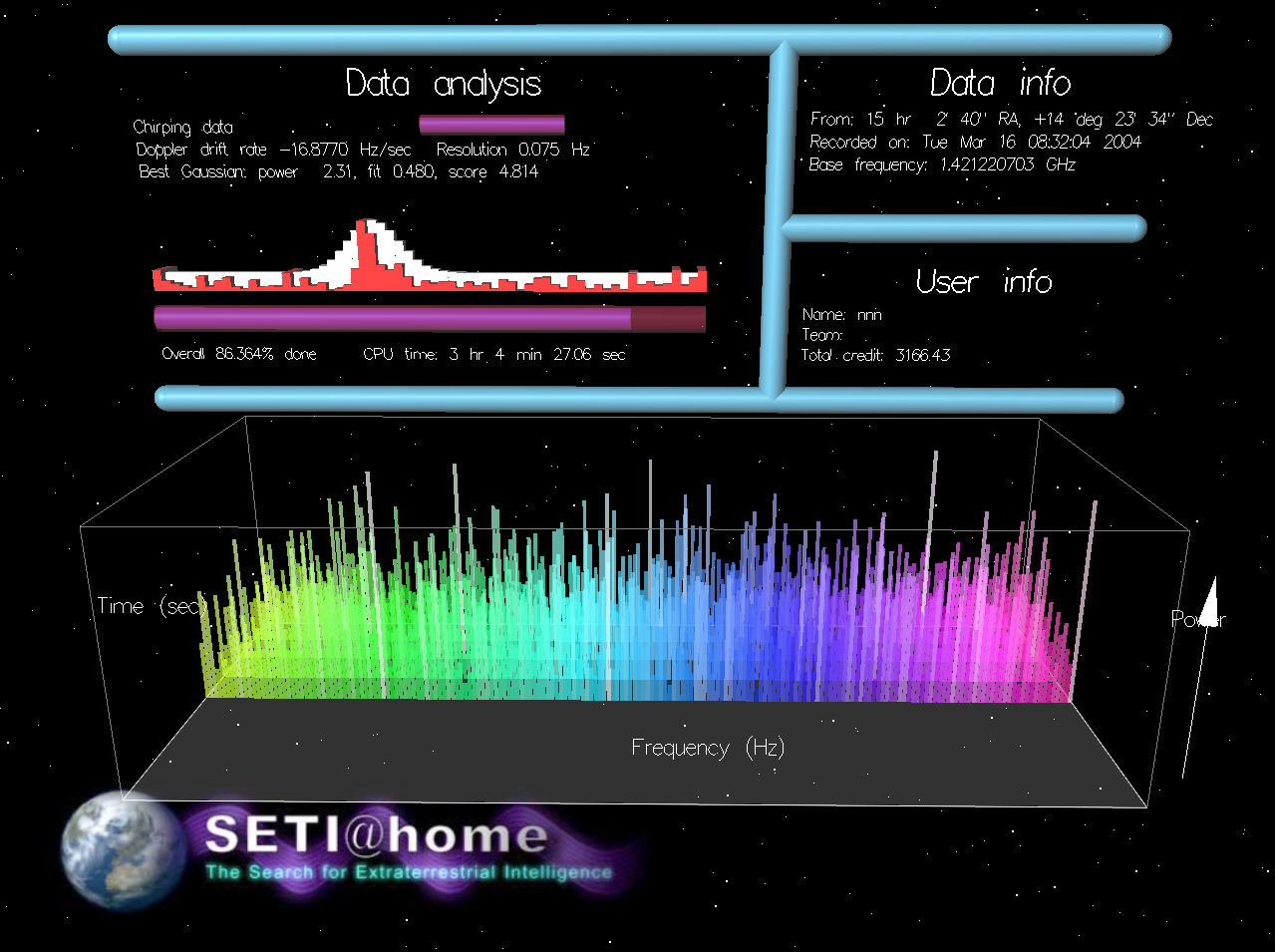
Immagine del progetto Seti@home

La parte centrale dell'applicazione è composta dalla parte "server", i cui vari compiti possono essere eseguiti su una o più macchine in modo da poter gestire progetti anche molto grandi. Il server non si occupa di eseguire i calcoli, bensì di coordinare le operazioni dei client e gestire il database dei risultati. Il server si occupa di suddividere il lavoro da svolgere nelle tante sotto-unità, che verranno poi inviate ai vari computer dei volontari agganciati al progetto. Il server, inoltre, include funzioni come la ridondanza omogenea (mandare la stessa unità di lavoro a piattaforme simili), l'anteprima dell'unità (inviare informazioni al server prima che l'unità sia stata calcolata completamente) e la pianificazione locale (preparare nuove unità di lavoro prima che il computer abbia terminato quelle correnti e creare unità su richiesta).
Un server BOINC è un tipico server Lamp, su cui è possibile installare, attraverso Git, le componenti necessarie per creare l'infrastruttura: gli amministratori del progetto hanno anche provveduto a creare una macchina virtuale già preconfigurata e pronta a far partire un progetto di calcolo distribuito.

### Client
L'applicazione client si occupa di processare le unità di lavoro, scaricando i dati e gli applicativi dei vari progetti tramite un collegamento ad Internet. Per questioni di sicurezza, il client non si aggiorna automaticamente; le applicazioni dei singoli progetti di ricerca, invece, vengono scaricate e aggiornate automaticamente. Il client dispone di varie possibilità di configurazione per permettere un utilizzo conforme alle volontà dell'utente in termini di tempo e risorse messe a disposizione. Consente, inoltre,  la divisione del tempo di calcolo su più di un progetto. Dal 2013 è possibile scaricare il client con già incluso il pacchetto VirtualBox, dal momento che alcuni progetti fanno uso di macchine virtuali per poter gestire in modo adeguato i checkpoint (salvataggio automatico del lavoro svolto), o per fornire alle "working units" l'ambiente software standardizzato di cui hanno bisogno. Per migliorare ancora la standardizzazione necessaria all'esecuzione di alcuni progetti, dal 2016 Boinc è compatibile con Docker.
Wrapper
Il team di sviluppo di BOINC ha creato un layer intermedio opzionale (wrapper) di comunicazione tra l'applicativo da eseguire e il client BOINC, così da permettere il funzionamento di software preesistente senza la necessità di riscrivere il codice per adattarlo all'infrastruttura BOINC. Le prestazioni degli applicativi che utilizzano il wrapper sono, ovviamente, leggermente inferiori a quelli che sono nativamente compilati per girare all'interno di BOINC, ma hanno il vantaggio di funzionare immediatamente senza grossi ritocchi al software stesso.

### Interfaccia utente
BOINC può essere controllato da remoto tramite chiamate di procedure remote, riga di comando, e BOINC Account Manager.
Il BOINC Manager dispone al momento di due GUI: Avanzata e Semplificata. L'opzione Grid è stata rimossa già dalla versione 6.6.x poiché ridondante.
L'aspetto della GUI semplificata è personalizzabile dall'utente, nel senso che questi può creare i propri modelli grafici.

## Crediti
Il calcolo distribuito volontario, ovviamente, non ha un compenso monetario in cambio dell'uso dei propri sistemi informatici (a differenza di progetti come Bitcoin), ma assegna un punteggio ad ogni unità di lavoro elaborata, in maniera tale da invogliare a partecipare. Il client originale di SETI era un software non-BOINC esclusivo per SETI@home. Come primo dei progetti di grid computing volontari, non era stato progettato con un alto livello di sicurezza. Alcuni partecipanti al progetto cercarono di manipolare i dati per ottenere "crediti", mentre altri ancora inviarono lavori completamente falsi (cheating); BOINC è stato progettato, in parte, per combattere queste falle nella sicurezza.

### Il sistema dei crediti
Il sistema dei crediti di BOINC è progettato per evitare trucchi, prevedendo la convalida dei risultati prima di concedere i crediti.
- Un sistema di gestione dei Crediti aiuta a far sì che gli utenti restituiscano risultati corretti sia scientificamente che statisticamente.
- Il calcolo distribuito on-line è uno sforzo per lo più volontario. Per questo, i progetti dipendono da un mix variabile e complicato di nuovi utenti, vecchi utenti, e utenti ritirati.
- Non c'è un motivo singolo e preciso per cui qualcuno decide di donare parte delle proprie risorse di calcolo ad un determinato progetto.

### Account manager
L'account manager è un applicativo che serve per gestire diversi account locali su vari computer fisici. Grazie ad essi, è possibile ricondurre tutta l'elaborazione fatta da un singolo "utente" (o anche organizzazione) ad esso, anche dal punto di vista statistico. L'idea dell'account manager è stato pensata e sviluppata congiuntamente da GridRepublic e BOINC. Due account manager sono:
- BAM! ("BOINC Account manager")[9][10] (Il primo Account Manager disponibile al pubblico, dal 2006)
- GridRepublic[11] (Segue l'idea di essere semplice e “pulito” quando si tratta di gestire gli account)
- Charity Engine[12] (Account manager che invoglia gli utenti a partecipare tramite donazioni e lotterie di carità)
- Science United[13] (Account manager che aiuta a indirizzare il carico di elaborazione verso progetti specifiche aree scientifiche, tipo quella della "medicina" o della "fisica")
- Dazzler[14]

Gli account manager sono il punto d'unione di tutti i progetti BOINC. È stato creato un sito dove ognuno può trovare e gestire il progetto con un unico log-in e password.

### Sfide e challenge internazionali
Uno degli aspetti fondamentali della piattaforma Boinc è la partecipazione dei volontari, non solo per quanto riguarda la mera potenza di calcolo "donata", ma anche per quanto riguarda una vera partecipazione attiva a tutti gli aspetti di un progetto (forum di discussione, debug degli applicativi, segnalazione dei problemi, ecc). D'altro canto i volontari, nel tempo, si sono aggregati in gruppi, all'interno dei quali viene, per esempio, fornito supporto ai nuovi arrivati, vengono fatte traduzioni dei progetti, ecc. Questi gruppi, inoltre, sono spesso coinvolti in pacifiche "sfide", sia a livello nazionale che internazionale, in base ai punteggi accumulati dai membri in un determinato periodo di tempo. Talvolta questi challenge sono organizzati dagli stessi amministratori di un progetto, che vogliono mettere alla prova la loro infrastruttura informatica, in una sorta di test da sforzo.

## Progetti che utilizzano la piattaforma BOINC

Il nuovo logo del progetto BOINC

### Attivi
- ClimatePrediction.net - https://web.archive.org/web/20051125010853/http://climateapps2.oucs.ox.ac.uk/cpdnboinc/
  - BBC Climate Change Experiment - https://web.archive.org/web/20110224031239/http://bbc.cpdn.org/ (terminato, sottoprogetto di ClimatePrediction.net)
  - Seasonal Attribution Project - https://web.archive.org/web/20110220170120/http://attribution.cpdn.org/ (terminato, sottoprogetto di ClimatePrediction.net)
- DNETC@HOME - https://web.archive.org/web/20100922061905/http://dnetc.net/
- Einstein@home - http://einstein.phys.uwm.edu/
- GPUGrid - https://www.gpugrid.net/ (in grado di sfruttare l'elaborazione tramite GPU)
- I bercivis - http://www.ibercivis.es/
- LHC@home - http://lhcathome.cern.ch/
- Malariacontrol.net - https://web.archive.org/web/20060712172450/http://www.malariacontrol.net/
- Rosetta@home - https://boinc.bakerlab.org/rosetta/
- SZTAKI Desktop Grid - https://web.archive.org/web/20160814071936/http://szdg.lpds.sztaki.hu/szdg/
- World Community Grid - https://www.worldcommunitygrid.org/
- PrimeGrid - https://www.primegrid.com/
- Tn-grid - https://gene.disi.unitn.it/test/
- MilkyWay@home - https://milkyway.cs.rpi.edu/milkyway/
- Universe@home
- Drugdiscovery@home
- Citizen Science Grid

### Progetti beta (in cui vengono testati gli applicativi)
- Albert@Home (beta di Einstein@Home) - https://albertathome.org/it-it/home
- Ralph@Home (beta di Rosetta@Home) - https://ralph.bakerlab.org/
- SetiBeta (beta di Seti@Home) - https://setiweb.ssl.berkeley.edu/beta/ Archiviato il 21 settembre 2017 in Internet Archive.

### Chiusi
- Artificial Intelligence System
- Orbit@home - http://orbit.psi.edu/ Archiviato l'11 agosto 2006 in Internet Archive.
- SETI@home - http://setiathome.ssl.berkeley.edu/ il 3 marzo 2020